# Diplocotidus moseri
Diplocotidus moseri is een keversoort uit de familie klopkevers (Ptinidae). De wetenschappelijke naam van de soort werd in 1925 gepubliceerd door Wasmann & Brauns.